# Thaumastochilus
Thaumastochilus is een geslacht van spinnen uit de familie mierenjagers (Zodariidae).

## Soorten
Het geslacht kent de volgende soorten:
- Thaumastochilus martini Simon, 1897
- Thaumastochilus termitomimus Jocqué, 1994